# Chamyna
Chamyna is een geslacht van vlinders van de familie spinneruilen (Erebidae), uit de onderfamilie Calpinae.

## Soorten
- C. homalogramma Hampson, 1926
- C. homichlodes Hübner, 1806
- C. lamponia Druce, 1890
- C. modesta Schaus, 1912